# Tamibarotene
Tamibarotene é um fármaco experimental com propriedade contra o câncer. Existe relato de cura de um paciente com uma forma rara de leucemia, realizado por cientistas da University of Texas Southwestern Medical Center. Quimicamente trata-se de um retinoide.